# Distretto di Devoll
Il distretto di Devoll (in albanese: Rrethi i Devollit) era uno dei 36 distretti amministrativi dell'Albania.
La riforma amministrativa del 2015 ha ricompreso il territorio dell'ex distretto nel comune di Devoll, di nuova istituzione

## Geografia antropica

### Suddivisioni amministrative
Il distretto comprendeva un comune urbano e 4 comuni rurali.

#### Comuni urbani
- Bilisht

#### Comuni rurali
- Hoçisht
- Miras
- Progër
- Qendër Bilisht (Bilishtqender)